# Delčevo
Delčevo (makedonski: Делчево) je gradić na sjevero istoku Republike Makedonije. Delčevo je sjedište istoimene Općine Delčevo, koja ima oko 17 505.(popis iz 2002.) stanovnika.

## Zemljopisne odlike
Grad Delčevo leži na padinama Planine Golak na obalama rijeke Bregalnice, 164 km istočno od glavnog grada Skopja u pravcu 
istoka, nedaleko od bugarske granice. Delčevo je najveće naselje u Regiji 
Pijanec, kotlini od 585 km2 omeđenoj Osogovskim planinama 
sa sjevera i Maleševskom planinom na jugu.  Pored grada nalazi 
se Turistički Centar Golak, udaljen svega 10 km južno od grada na visini od 1 300 m 
ispod vrha Čavka (1358 m) na Planini Golak. Ovo planinsko izletište 
izgrađeno je 1981. godine, ima 5 apartmana, 8 hotelskih soba i restoran, s nogometnim, košarkaškim i rukometnim terenima.

## Povijest
Delčevo se prvi put spominje kao naselje u darovnici srpskog cara Stefana Dušana iz 1347. – 1350. godine u kojoj car daruje neke zemlje iz kotline Pijanec obližnjem manastiru Lesnovo. Naselje je u svojoj povijesti više puta mijenjalo svoje ime, za Bizanta se navodno zvalo - Vasilevo (što bi prevedeno s grčkog Basileus bilo Vladarevo mjesto). Za Otomanskog carstva naselje su njegovi turski stanovnici koji su postali apsolutna većina prezvali u Sultania ( Sultaniye), a slavensko kršćansko stanovništvo iz okolice - Carevo Selo. U XVII st. izgrađena je džamija u središtu mjesta, koja je i danas u odličnom stanju.
Zbog povećanog broja kršćanskog stanovništva je 1856. godine izgrađena pravoslavna crkva, oko koje se uglavnom naseljavalo makedonsko stanovništvo.
Nakon Rusko-turskog rata, 1877. – 1878., došlo je do velike promjene u strukturi stanovništva, velik dio kršćanskog stanovništva iselio se zbog pritiska lokalnih vlasti i stanovnika u novoustanovljenu Kneževinu Bugarsku u obližnji Ćustendil i okolicu, a na njihovo mjesto doselilo se izbjeglo muslimansko stanovništvo iz Bugarske, ali i iz Bosne i Hercegovine. Oni su osnovali i novu četvrt Madžirci.
Druga veća promjena dogodila se nakon Balkanskih ratova kada se dobar dio muslimanskog stanovništva iselio za Tursku, a Delčevo ušlo sastav Kraljevine Srbije i postalo sjedište lokalne uprave. Delčevo je 1914. godine, pred Prvi svjetski rat bio gradić od svega 1701. stanovnika. Nakon Prvog svjetskog rata Delčevo je ušlo u sastav kraljevine SHS, 1931. godine se broj stanovnika povećao na 3 746. Od 1935. godine počelo se Delčevo širiti i na desnu stranu rijeke Bregalnice.
Nakon Drugog svjetskog rata i osnutka tadašnje Federativne Republike Makedonije1950. godine u čast makedonskog ( i bugarskog) nacionalnog vođe i heroja Goce Delčeva, tadašnje Carevo Selo prezvano je u Delčevo. Goce Delčev je više puta boravio u Delčevu, jer je bio učitelj u nedalekom Novom Selu ( okolica Štipa).

## Gospodarstvo
Delčevo je sjedište poljoprivrednog kraja. Među prvim industrijskim pogonima bio je Monopol ( Tvornica duhana), danas radi pod imenom Delčevo Tabak a.d., kao dio turske grupe Socotab Yaprak Tütün Sanayi ve Ticaret A (SYT). U Delčevu djeluju male tekstilne tvornice, Frotirka a.d., Palteks a.d., MK Viteks,  i tvornica Kožarnica.

## Stanovništvo
Delčevo je gradić s 11 500 stanovnika

## Zbratimljeni gradovi
- Simitli, Bugarska
- Jagodina, Srbija
- Višgorod, Ukrajina
- Bornova, Turska
- Żyrardów, Poljska

## Vanjske poveznice
- Službene stranice Delčeva
- O gradu Delčevu
- Delčevo  Arhivirana inačica izvorne stranice od 17. kolovoza 2009. (Wayback Machine)